# Pakicetidae
I pakicetidi (Pakicetidae) sono una famiglia di cetacei estinti, vissuti nell'Eocene inferiore e medio. I loro resti si rinvengono principalmente nel subcontinente indiano. Si ritiene che questi animali fossero i cetacei più antichi e primitivi.

## Evoluzione
Questi animali erano prevalentemente terrestri e, a eccezione di alcune caratteristiche dell'orecchio, mostravano ben pochi adattamenti alla vita acquatica. Un frammento di mascella noto come Himalayacetus subathuensis, dell'India, risale a circa 53 milioni di anni fa ed è considerato il pakicetide più antico; un cranio di Pakicetus inachus, più completo, è stato ritrovato in strati risalenti a circa 50 milioni di anni fa. Entrambi questi animali sono stati ritrovati in depositi marini, e non di acqua dolce, a dimostrazione del fatto che i cetacei si svilupparono subito in un habitat di acque salate. Altri generi appartenenti a questa famiglia sono Ichthyolestes e Nalacetus, anch'essi provenienti dal subcontinente indiano. È possibile che la famiglia dei pakicetidi fosse un gruppo parafiletico, a causa del fatto che diversi generi sembrano possedere caratteri primitivi (una dentatura antiquata e la mancanza di seni peritimpanici nell'orecchio) ed evoluti (come piccoli fori mandibolari per il passaggio di vasi sanguigni e nervi).